# Christine Ohlman
Christine Ohlman (nascida em 25 de novembro, no Bronx, Nova York) é uma cantora, compositora, guitarrista, estudiosa de música. É conhecida também como  "The Beehive Queen". Ela lidera a banda Christine Ohlman e Rebel Montez que consiste em Michael Colbath (baixo), Larry Donahue (bateria), Cliff Goodwin (guitarra), membro fundador e guitarrista (Eric Fletcher) (falecido em 2006), com quem ela gravou seis álbuns. Além disso, ela é a vocalista de longa duração da banda do programa Saturday Night Live.

## Associações
Christine foi um membro fundador da banda "The Scratch Band". 
The Scratch Band, incluindo os membros G. E. Smith e Mickey Curry, foram notados em todo o Nordeste por seus shows incendiários ao vivo. Mais tarde, ela se reuniu com Smith e com o membro da "Scratch Band" Paul Ossola, quando os três se juntaram para a banda do Saturday Night Live (SNL) para a temporada 1991-1992.

## Saturday Night Live
Christine Ohlman se tornou vocalista da banda do programa "Saturday Night Live" em 1991.
Ela apareceu com Al Green no show especial de aniversário de 25 anos . Lenny Pickett, diretor musical do Saturday Night Live, disse que "Ms. Ohlman era, na época que ela entrou na banda do SNL, responsável por muitas das seleções do ritmo vintage da banda e do repertório blues".

## Lançamentos
Além de suas próprias versões, ela tem contribuído para os CDs de Eddie Kirkland, Charlie Musselwhite (indicado ao Grammy "One Night in America"), Kenny Neal,  Ian Hunter,
Black 47, e Big Al Anderson. Ela já apareceu em CDs em homenagem a The Rolling Stones ("Exile on Blues Street"), Nick Lowe ("Labour of Love: The Songs of Nick Lowe"), Willie Dixon ("The Songs Of Willie Dixon"), e o indicado ao Grammy "A Tribute To Howling Wolf", que inclui seu dueto com Eddie Shaw. A Howling Wolf Tribute e Eddie Kirkland de "Lonely Street" foram co-produzido pelo companheiro de muitos anos de Christine, o falecido Thomas "Doc" Cavalier, que também co-produziu os primeiros quatro CDs de Christine e está imortalizado em "The Deep End's" e "The Gone Of You". Dave Marsh observou que os ouvintes vão achar que, em "The Deep End ", existem tantos momentos 'uau'."
Destaques de aparições ao vivo de Ohlman incluem: 30º aniversário de Bob Dylan no Madison Square Garden (com George Harrison, Chrissy Hynde, e os O'Jays) em 1992; 2003 no Central Parque "Summerstage" ano do tributo Blues à Janis Joplin, onde Christine juntou Phoebe Snow, Kate Pearson e outros em frente tanto Big Brother & The Holding Company e a Kozmic Blues Band; Homenagem a Bill Withers (com Jim James, Nona Hendryx e os "The Persuasions")em 2008; e em 2009 Barack Obama na "Presidential Inaugural Gala".
Suas numerosas e regulares aparições de caridade incluem a participação em "The Casey Cares Foundation" (de Baltimore Maryland) e seu Rock 'n Roll Bash (com Mark Rivera, Bruce Kulick, Hugh MacDonald, Nils Lofgren, Jeff Carlisi, Steve Conte e Andy York). Suas contribuições para a catástrofe pós-Katrina, em Nova Orleans incluem sua participação no planejamento de 2010, re-lançamento digital da compilação "Get You A Healin", que conta com uma faixa do The Deep End chamado "The Cradle Did Rock" para beneficiar o "New Orleans Musicians Assistance Foundation" e o "New Orleans Musicians Clinic". 
Ela trabalhou em um musical, "Welcome To The Club", com Cy Coleman e A.E. Hotchner.

## "Re-Hive" (Lançamento 2008)
Em 2008, Christine Ohlman & Rebel Montez completaram seu CD "Re-Hive", contendo faixas lançadas anteriormente, e inéditas, que contém artistas vencedores do Grammy tocando, Andy York, GE Smith e Shawn Pelton. O álbum é dedicado à memória de seu produtor, Doc Cavalier, "em quem o coração renegado de rock'n roll queimou verdade."

Christine Ohlman – vocais, guitarras acústicas e elétricas

Michael Colbath – baixo

Larry Donahue – bateria e percussão

Cliff Goodwin – guitarra (faixas 3 & 10)

Eric Fletcher – guitarra elétrica, guitarra acústica (exceto faixa 3 & 10)
Faixa 1 – "Wicked Time" do Wicked Time lançado em 2000

Faixa 2 – "A Shot of You" do The Hard Way lançado em 1995

Faixa 3 – "Dimples" (inédito) 2008

Faixa 4 – "Sugar Melts" do The Hard Way lançado em 1995

Faixa 5 – "Turn" do Wicked Time lançado em 2000

Faixa 6 – "The Hard Way" do The Hard Way lançado em 1995

Faixa 7 – "When the Summer Goes" (versão alternativa) do Wicked Time lançado em 2000

Faixa 9 – "Then God Created Woman" (gravado ao vivo em 2003) do The Hard Way lançado em 1995

Faixa 10 – "The Storm" do The Strip lançado em 2003

Faixa 11 – "Circle 'Round the Sun" (versão alternativa) do Wicked Time lançado em 2000

Faixa 12 – "Edge of the World" do The Hard Way lançado em 1995

Faixa 13 – "One More Thrill" do Wicked Time lançado em 2000

Faixa 14 – "Charmaine" (inédito) 1984

Faixa 15 – "It Tears Me Up" 1991

## Primeiros trabalhos
No Big Sound Records, ela apareceu no The Band Raspadinha LPs "The Band Scratch" (a 6-EP canção nos Estados Unidos, mais tarde lançado na Alemanha em Kukkuk Records, com duas faixas adicionais e na London Records, no Reino Unido com 10 faixas no total) e "Rescue". Ela também apareceu na chamada "Bionic Gold", lançado no Reino Unido como "Big Sound For A Small World" com Mick Farren e outros. 
A carreira de gravação solo de Ohlman começou em 1995 com o lançamento de "The Hard Way" no "Deluge label". A faixa-título deste CD mais tarde apareceu no 2008 no filme "Sex And Lies In Sin City".  
Ohlman gravou uma versão ao vivo de "The Hard Way" (com cortes adicionais) nos estúdios da WPKN em Bridgeport, Connecticut (intitulado "Radio Queen").

## Ligações Externas
- website oficial)
- A Pop Music Lover Gets to Belt Them Out (The New York Times)
- Ronnie Spector, Christine Ohlman team for Haitian benefit (News Times)
- SNL's Christine Ohlman To Release New Album This Spring (The Insider)
- CD Review: "The Deep End" by Christine Ohlman and Rebel  Montez (Hartford Courant)
- With a Rebel yell Christine Ohlman returns (New Haven Register)

Predefinição:Persondata